# Mijnkolonie Ganzeweide 31 e.v.

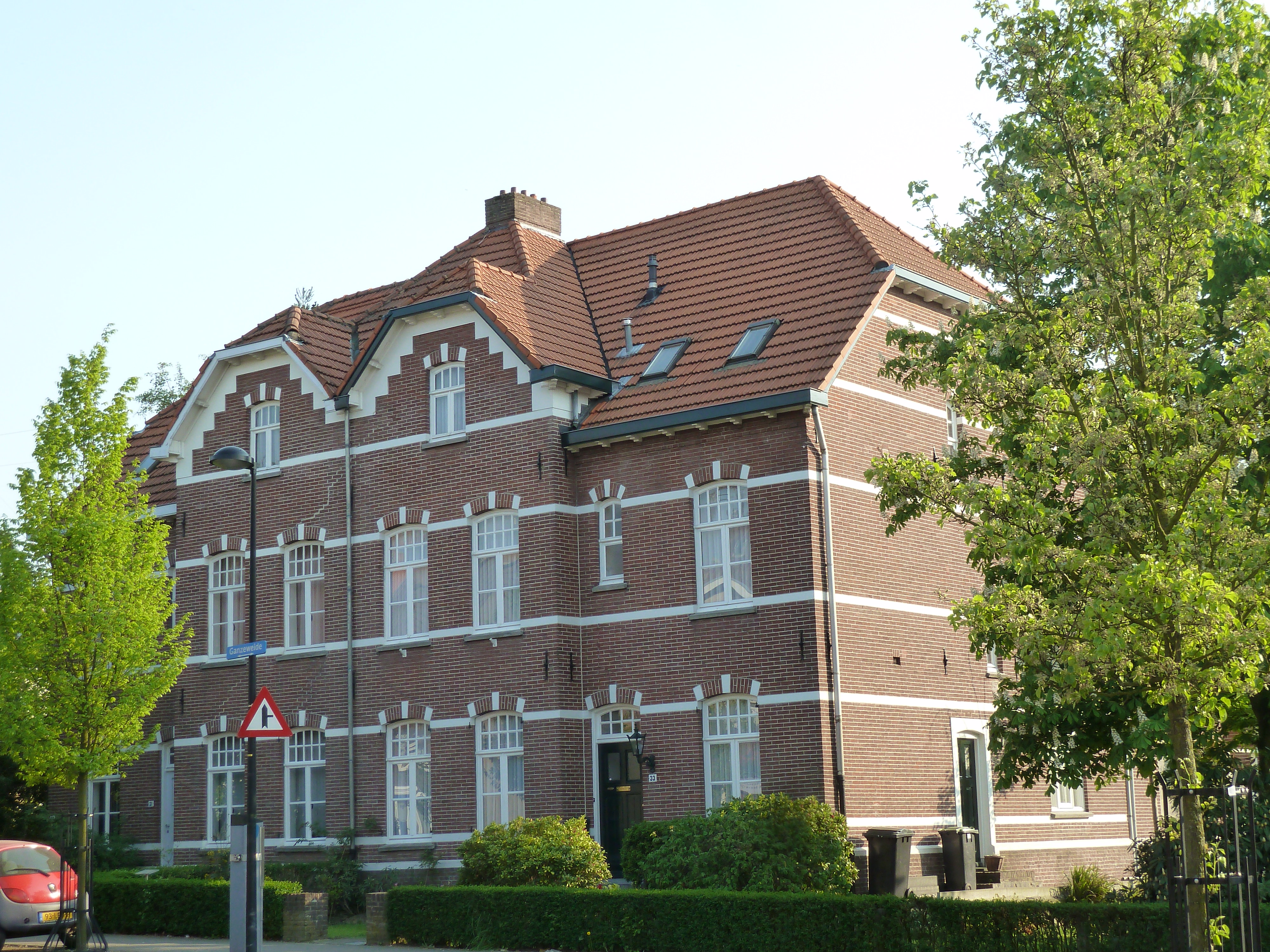
Voorgevel

De woningen aan de Ganzeweide 31 en 33 te Heerlen maken deel uit van een mijnkolonie in de buurt Ganzeweide, gelegen in de wijk Heerlerheide-Passart (Wijk 21). Deze kolonie was gebouwd voor de huisvesting van mijnwerkers van de steenkolenmijn Oranje-Nassau III te Heerlerheide. Deze twee woningen werden in 1920 gebouwd voor de hoofdopzichters van de mijn naar een ontwerp van ir. J. Lugten. In 1983 werden deze woningen rijksmonument.

## Geschiedenis
Heerlen kreeg er door de explosieve groei van de steenkolenmijnbouw rond 1900 snel duizenden inwoners bij. Al deze mensen moesten vlak bij de mijnen en het liefst bij elkaar wonen. Zo kon men ze ook na werktijd in de gaten houden. In 1908 kocht de Franse onderneming Les Petits-fils de François De Wendel et Cie (PFFW) de Oranje-Nassau Mijnen, oorspronkelijk eigendom van de Akense familie Honigmann, om zelf cokes te kunnen winnen voor hun ijzer- en staalfabrieken. In 1912 werd begonnen met de schachtaanleg voor De Oranje-Nassau mijn III op de landerijen tussen de Ganzeweide en de Rennemig. De mijnkolonie aan de Ganzeweide is kort na de aanleg van deze mijn gebouwd (1912-1920): een ingenieurswoning die inmiddels gesloopt is, twee hoofdopzichterswoningen, vier opzichterswoningen en vier beambtenwoningen. Dit complex is het meest gave voorbeeld van woningbouw voor (hogere) mijnbeambten in Nederland. Het geeft door zijn architectuur-, kleur en materiaalgebruik een goed beeld van de hiërarchische verhoudingen binnen het mijnwezen. Eén van de mijnkoloniewoningen, Ganzeweide 35, is later gesplitst in twee kleinere wooneenheden.

## Bouwhistorie
De twee woningen voor de hoofdopzichters werden ontworpen naar het voorbeeld van mijnwerkerswoningen in Lotharingen. De afwisseling van bakstenen en pleisterwerk in de kleuren rood en wit zijn typerend voor de Lotharingse bouwwijze. Aan de voorzijde bevindt zich een vooruitstekende middenpartij onder een hoog, met muldenpannen gedekt schilddak dat zich splitst in twee insteekkappen met wolfeind. De zijvleugels beschikken over zadeldaken met wolfeind. Aan de achterzijde bevindt zich de, soms T-vormige, aanbouw met plat dak met bijkeuken en gang.

## Huidige functie
Het rijksmonument is in gebruik als twee woningen.